# Into The Eyes Of The Zombie King
Into The Eyes Of The Zombie King è il settimo album in studio del gruppo musicale Chrome, pubblicato il 1984.

## Tracce
1. And Then The Red Sun (The Story Of A Cyclops) – 4:50
2. You Can't Do Anything – 3:50
3. Walking And Looking For You – 5:25
4. Into The Eyes Of The Zombie King – 4:15
5. Trip The Switch – 5:33
6. It Wasn't Real – 4:52
7. Humans In The Rain – 4:07
8. Don't Move Like That (Don't Dance Like That) – 3:30

## Formazione
- Damon Edge - voce, sintetizzatore, chitarra
- Fabienne Shine - voci aggiuntive
- Renaud Thorez - basso
- Patrick Imbert - batteria, drum machine
- Remy Devilla - chitarra